# Volia veža
Volia veža (polsky Wołowa Turnia) je pohraniční štít v hlavním hřebeni Vysokých Tater. Ve skupině zvané Volí chrbát je nejvýraznější. Mezi horolezci je populární 200metrová jihozápadní stěna s pevnou plotnovitou skálou.

## Topografie
Od Žabí veže ji odděluje Východní Volia štrbina, od Rohatej vežičky na západě Velká Volia štrbina. Jihozápadní stěnou strmě spadá do Žabí doliny, 400metrovou severo-severovýchodní stěnou do kotle Mořského Oka. Oběma stěnami vede množství horolezeckých cest.

## Několik výstupů v jihozápadní stěně
- 1905 Katherine Bröskeová a Simon Häberlein od Východní Voliej štrbiny s obcházením hřebene, I.
- 1927 „Jižní žebro“ Janusz Chmielowski, A. Ferens, Mieczyslaw Swierz, III.
- 1931 Wiesław Stanisławski a J. Staszel, V.
- 1935 „Štáflovka“ Vlasta Štáflová, Karel Čábelka a J. Šabata, V.
- 1962 M. Eštok a Ladislav Janiga, VI A2 (6+).

Dvě cesty má Arno Puškáš – pilířem a komínem, po jedné Michal Orolin (7/7 +), Jarýk Stejskal, ze severu Zbigniew Korosadowicz, Pavel Pochylý a další přední horolezci.

## Galerie

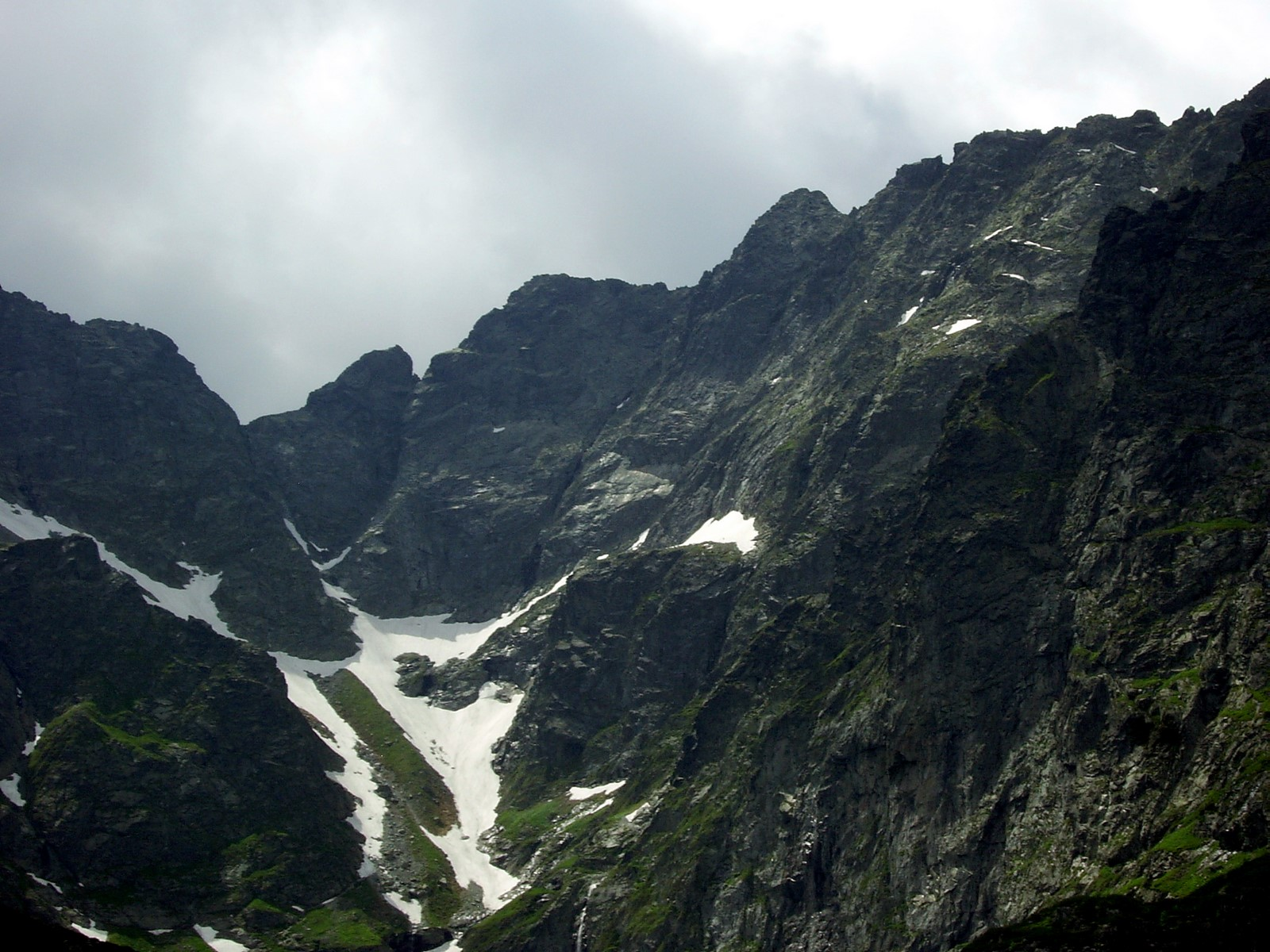
Zleva Žabí kôň, Žabia veža a Volia veža.
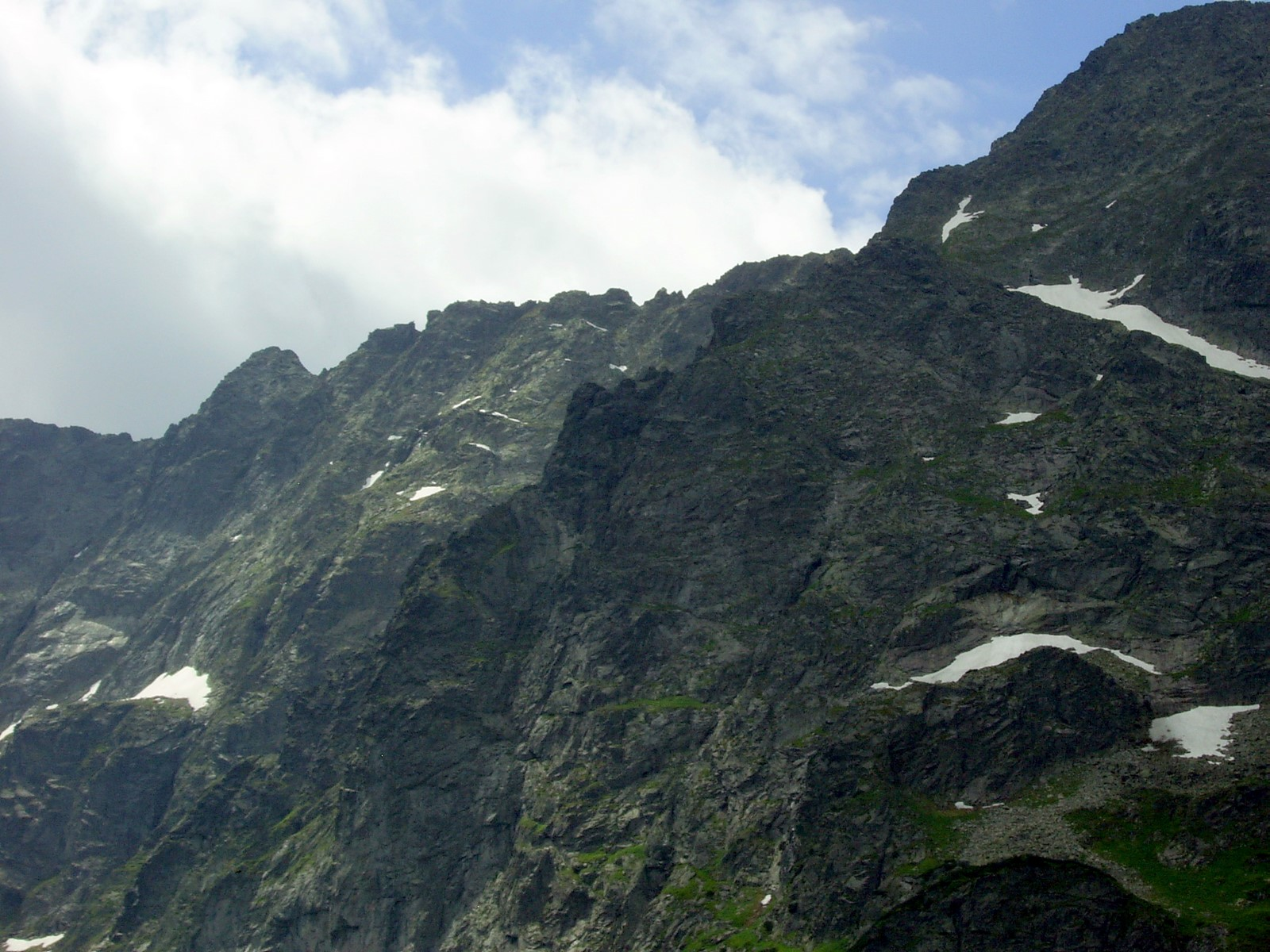
Volí chrbát z Polska, Volia veža vlevo.